# ジェームズ・マロニー
ジェームズ・W・マロニー（James W. Maloney、1909年4月1日 - 1984年3月10日）はアメリカ合衆国のサラブレッド競馬の調教師。1989年、アメリカ競馬殿堂入り。

## 来歴
ニューヨーク州ジェネセオの出身。マロニーの父も調教師で、マロニーはその父のために馬の調教を担当、東海岸のホースショーに馬を提供していた。のちに自身で調教師免許を取得し、1935年のロングアイランドで行われたロッカウェイ・ハントミーティングでの障害競走において、ゴールデンリールという馬で初勝利を挙げた。第二次世界大戦の際には兵役に就いたため調教師業を中断したが、退役後に再び厩舎を開いた。
おもにチャールズ・エンゲルハードやランガー夫妻、ホープ・ヘインズやウィリアム・ハギン・ペリーらの馬を預かり好成績を収めてきた。1947年にレムゼンステークスで初めてのステークス勝ちを収めると、以後没するまでに42のステークス競走で勝ちを収めてきた。特に牝馬の扱いに定評があり、ラムチョップやゲイムリーなどのトップクラスの牝馬も扱ってきたほか、ヴァニティハンデキャップの1967-69年の3連覇なども達成している。74歳となる1984年まで調教師を続け、同年3月10日にミネソタ州ロチェスターのマヨ病院で死亡した。

## おもな調教馬
- トラフィックジャッジ Traffic Judge - 1952年生、牡馬。メトロポリタンハンデキャップなど。
- アラネシアン Alanesian - 1954年生、牝馬。スピナウェイステークスなど。
- ラムチョップ Lamb Chop - 1960年生、牝馬。1963年最優秀3歳牝馬。
- バトー Batteur - 1960年生、牝馬。サンタバーバラハンデキャップなど。
- ボールドネシアン Boldnesian - 1963年生、牡馬。サンタアニタダービー。
- ゲイムリー Gamely - 1964年生、牝馬。1967年最優秀3歳牝馬など。1980年アメリカ競馬殿堂入り。
- プリンセスネシアン Princessnesian - 1964年生、牝馬。ハリウッドゴールドカップなど。
- ラウド Loud - 1967年生、牡馬。トラヴァーズステークスなど。
- ダンススペル Dance Spell - 1973年生、牡馬。ジェロームハンデキャップ（G2）など。
- プラウドバーディー Proud Birdie - 1973年生、牡馬。マールボロカップインビテーショナルハンデキャップ（G1）など。